# Nørreskov Bakke
Nørreskov Bakke ligger i den nordlige del af Silkeborg som en del af forstaden Gødvad.
|  | Denne artikel om lokaliteten Nørreskov Bakke kan blive bedre, hvis der indsættes et (bedre) billede. Du kan hjælpe ved at afsøge Wikimedia Commons for et passende billede eller lægge et op på Wikimedia Commons med en af de tilladte licenser og indsætte det i artiklen. |

56°12′01″N 9°35′46″Ø / 56.2004°N 9.5962°Ø